# Dezider Lauko
Dezider Lauko (8. listopadu 1872 Sarvaš – 2. prosince 1942 Bratislava) byl slovenský právník a hudební skladatel.

## Život
Narodil se do slovenské rodiny žijící v maďarském prostředí. Maturoval na gymnáziu v Sarvaši a tamtéž získal i hudební vzdělání u A. Syenducha, který byl žákem Franze Liszta. V letech 1891–1896 studoval práva, nejprve v Prešově, později na Univerzitě v Budapešti. Působil jako advokát v Aradu, Levoči, Dolném Kubíně a Košicích. V roce 1919 přišel do Bratislavy, kde se stal poradcem na Ministerstvu financí.
Byl členem Spolku slovenských skladateľov, předsedou kuratória Hudební školy pro Slovensko a podílel se i na její přeměně na Hudební a dramatickou akademii.

## Dílo
Naprostá většina hudebního díla Dezidera Lauka je určena klavíru. Komponoval drobné, romantické a sentimentálně laděné skladby. Ve své době Laukova hudba již působila poněkud anachronicky, neboť vycházela z romanticko-obrozeneckého ideálu národní hudby. Některé jeho skladby instrumentoval O. Hemerka a L. Stiel.